# Schloss Azay-le-Ferron

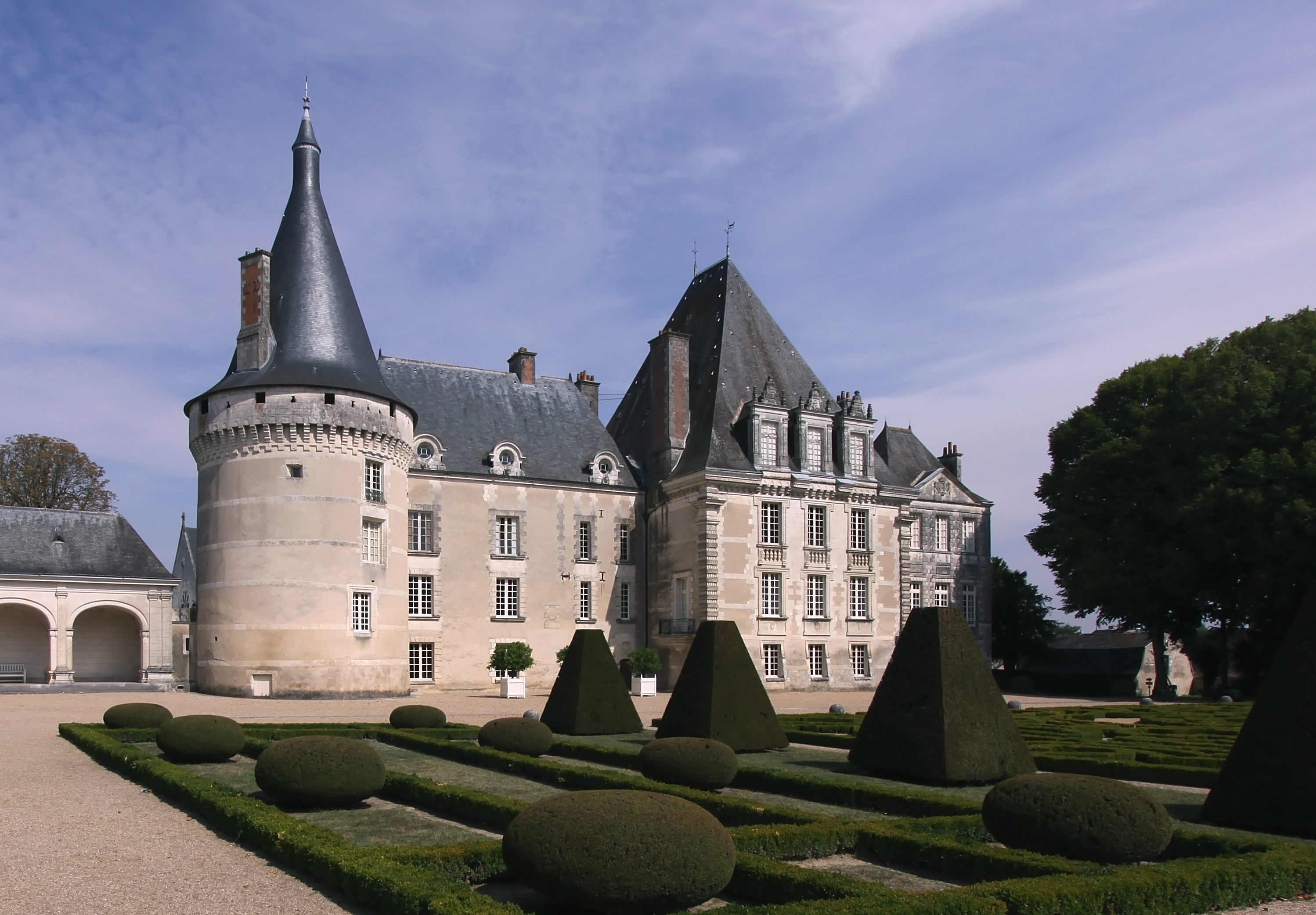
Schloss Azay-le-Ferron; zu sehen sind links der Turm aus dem 15. sowie die Flügel aus dem 17. und aus dem 18. Jahrhundert

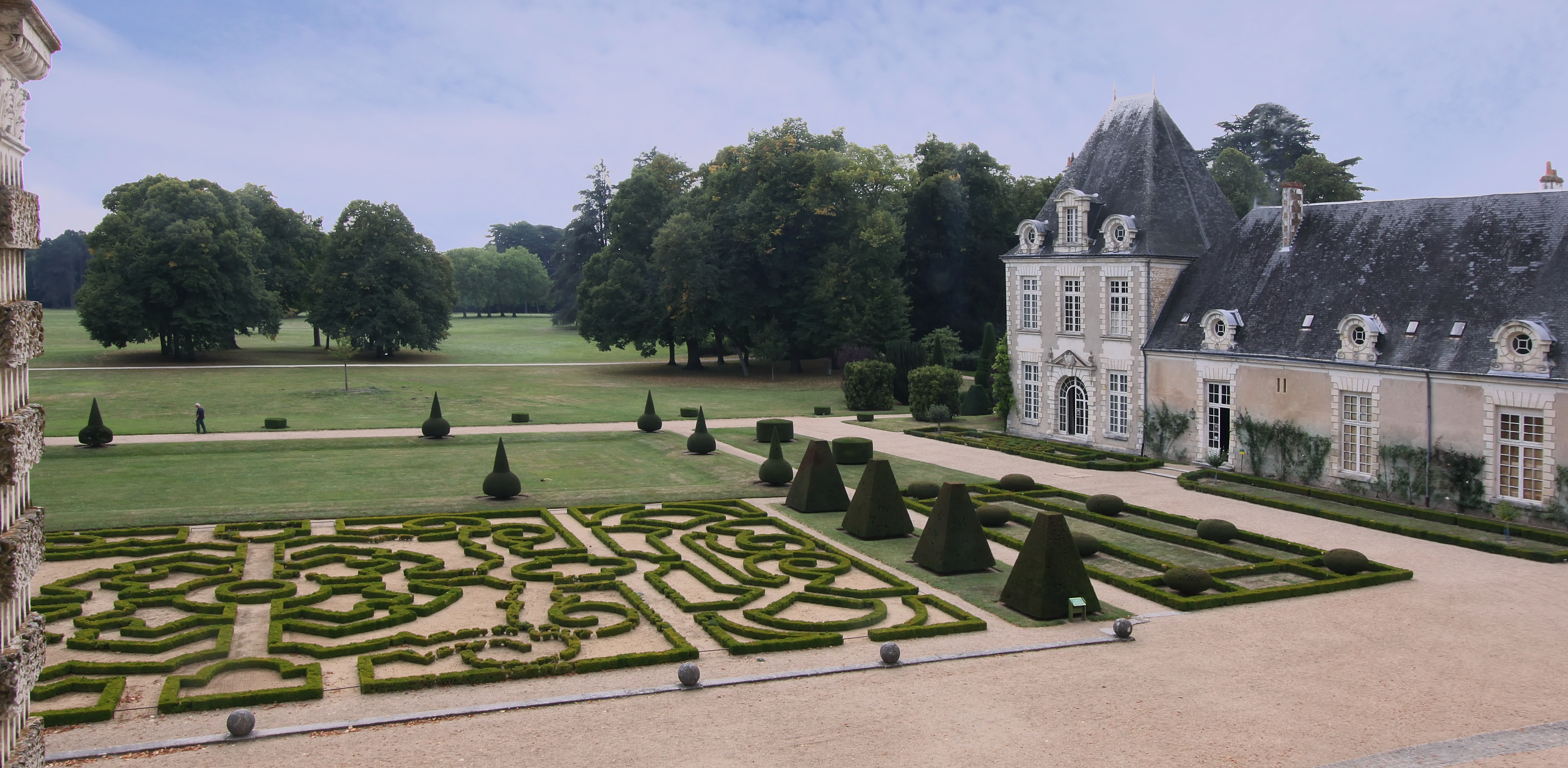
Blick auf den formalen Garten am Schloss mit dem Landschaftsgarten im Hintergrund

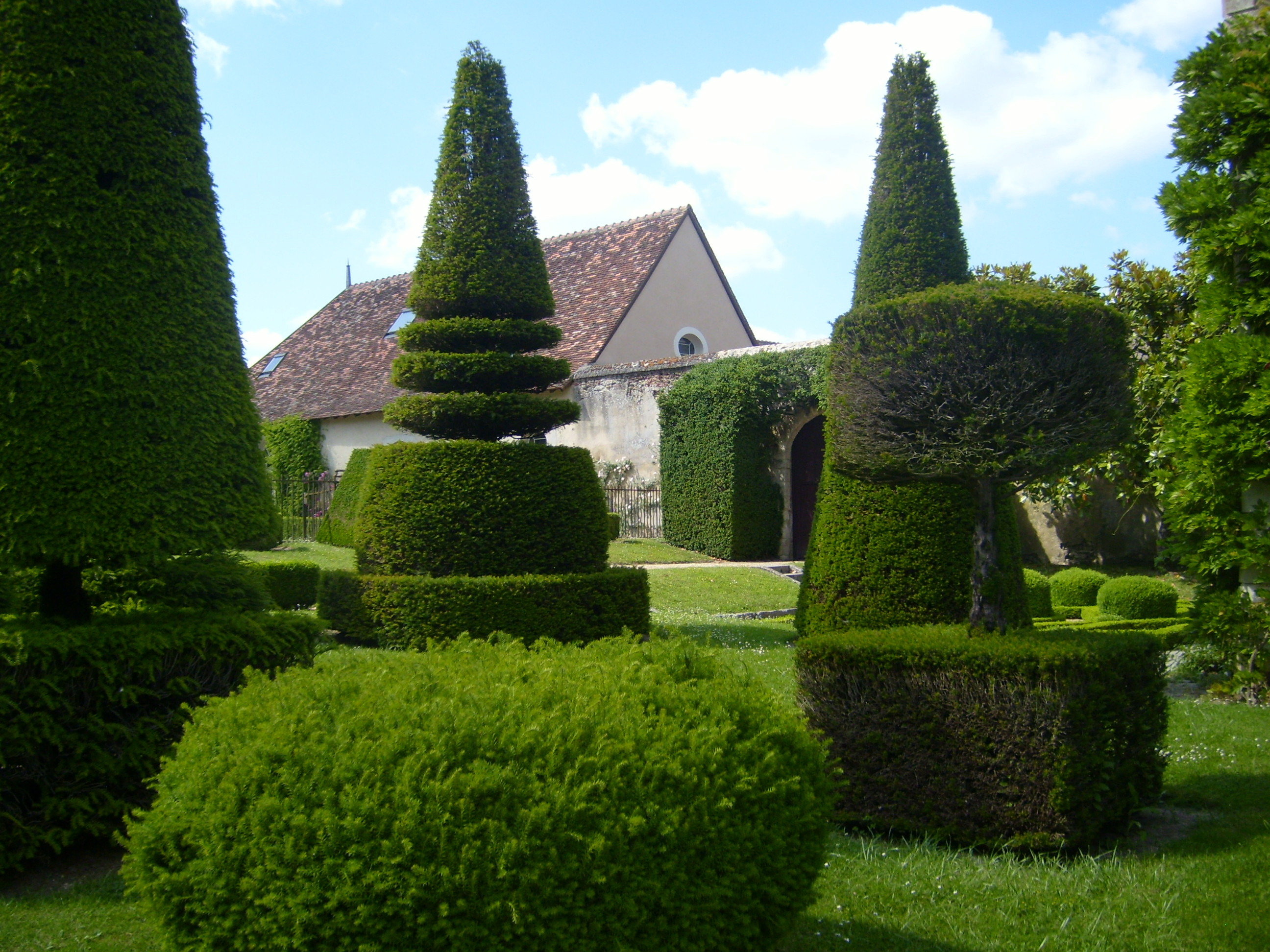
Topiarigarten mit Bäumen, deren Form an Schachfiguren erinnert

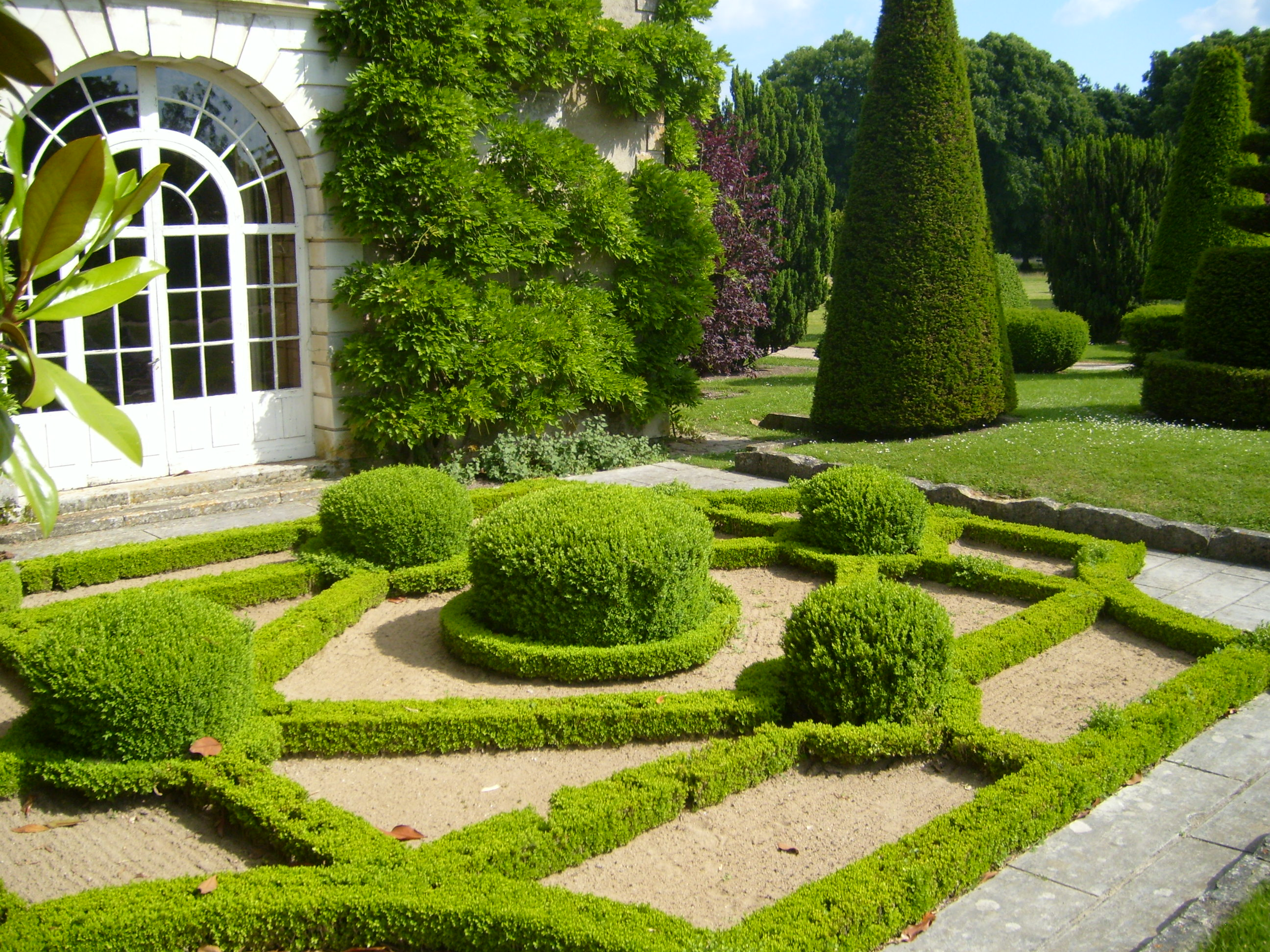
Teil des Französischen Gartens

Das Schloss Azay-le-Ferron gehört zur französischen Gemeinde Azay-le-Ferron im Département Indre in der Region Centre-Val de Loire. Eine Burg aus dem 15. Jahrhundert war der Ursprung für das im 17. Jahrhundert errichtete Schloss, das im 19. und 20. Jahrhundert erneuert wurde. Zu der Anlage gehört ein Landschaftspark, ein Garten im französischen Stil und in Form geschnittene Eiben. Eigentümerin ist die Stadt Tours.
Das Schloss steht samt dem zugehörigen Schlosspark seit dem 25. Januar 1950 als Monument historique unter Denkmalschutz.

## Geschichte
Die ursprüngliche Burg wurde von Prégent Frotier im späten fünfzehnten Jahrhundert auf einem Areal errichtet, das im 13. Jahrhundert Nicolas Turpin de Crissé gehörte und ab 1412 Teil der Baronie Preuilly war. Einer der alten Türme von 1496 ist immer noch vorhanden und wurde in die Anlage aus dem 17. Jahrhundert integriert.
1560 kam das Schloss an die Familie von Louis I. de Cravant und blieb bis zum Ende des 17. Jahrhunderts in deren Besitz. Zu den Eigentümern gehörten über die Jahrzehnte unter anderem: César de Bourbon, duc de Vendôme, Sohn von König Heinrich IV. und seiner Mätresse Gabrielle d’Estrées, der durch königliches Dekret Baron von Preuilly wurde, sowie Louis IV. de Crevant, ein Marschall in der Armee Ludwigs XIV. 1638 wurde der Pavillon Franz I. mit seinen beiden Flügeln errichtet. Um den wohnlichen Charakter zu betonen, wurden auch in die Mauern des alten Turms einige Fenster eingefügt. Die neuen Gebäude tragen als Zier den Salamander König Franz’ I. und den Hermelin von Claude de France.
1699 wurde die Baronie von Louis-Nicolas Le Tonnelier de Breteuil gekauft. Seine Tochter, Gabrielle-Emilie, war von 1733 bis 1737 die Geliebte Voltaires. Die Familie Breteuil hat möglicherweise den Ostflügel angebaut, der ihr Wappen trägt. 1739 wurde das Schloss dann an Louis François de Gallifet veräußert, dem bis zur Französischen Revolution eine ganze Reihe von Eigentümern folgte. Danach war das Schloss im Besitz zweier prominenter Waffenfabrikanten und gelangte 1852 schließlich in den Besitz von Victor and Antoine Luzarche. Ihre Nachkommen bewohnten das Anwesen bis Anfang des 20. Jahrhunderts.
Die letzte Erbin hinterließ das Anwesen testamentarisch der Stadt Tours. Schloss und Park stehen Besuchern offen. Die Innenausstattung umfasst Möbel, Kunstgegenstände und Tapisserien aus dem 15. bis 19. Jahrhundert.

## Park und Gärten
Der ursprüngliche Park wurde im 17. Jahrhundert angelegt und hatte eine Fläche von 50 Hektar. Zehn Hektar davon umfasste der Landschaftspark, der Rest trug die Bezeichnung „Parc Agricole“ und diente vermutlich dem Obst- und Gemüseanbau. Einige Teile dieser frühen Gartenanlage sind noch vorhanden.
Im Jahr 1856 ließ Antoine Luzarche auf einem Areal von 18 Hektar einen französischen Landschaftsgarten anlegen, mit Ausblicken, Alleen und Bosketten. Der neue Park hatte außerdem ein Arboretum exotischer Bäume wie zum Beispiel kalifornische Sequoias. 1920 kam ein formaler Garten „à la française“ mit Broderieen und Topiarien hinzu.
Im Jahr 1995 legte die Université Françoise Rabelais, Tours, in einem Teil des Parks einen Obstgarten mit Birnbäumen und Apfelbäumen an. Ab 1999 wurde entlang der Hauswände Spalierobst gezogen, zusammen mit Weinstöcken von 40 Rebsorten. Im Jahr 2003 kam ein Rosengarten mit 168 Rosensträuchern hinzu, und 2008 ein Weg, der die Entwicklung der Rose von der Römerzeit bis zur Gegenwart veranschaulicht.